# Stimmate di san Francesco (Francesco Morone)
Stimmate di san Francesco è un dipinto del pittore veronese Francesco Morone, realizzato con la tecnica della pittura a tempera su tela, conservato nel museo di Castelvecchio a Verona.
L'opera è considerata dagli storici dell'arte unanimemente uno dei lavori più importanti della carriera di Francesco Morone, ma riguardo alla sua collocazione temporale vi sono pareri discordanti. Se alcuni autori lo pongono nel periodo giovanile del pittore veronese, osservando alcune somiglianze con la Lavanda dei piedi, altri invece lo vedono come il risultato della sua maturità artistica.
La tela, originariamente collocata nella chiesa di san Bernardino, è entrata a far parte delle collezioni civiche veronesi nel 1868.